# Ballad

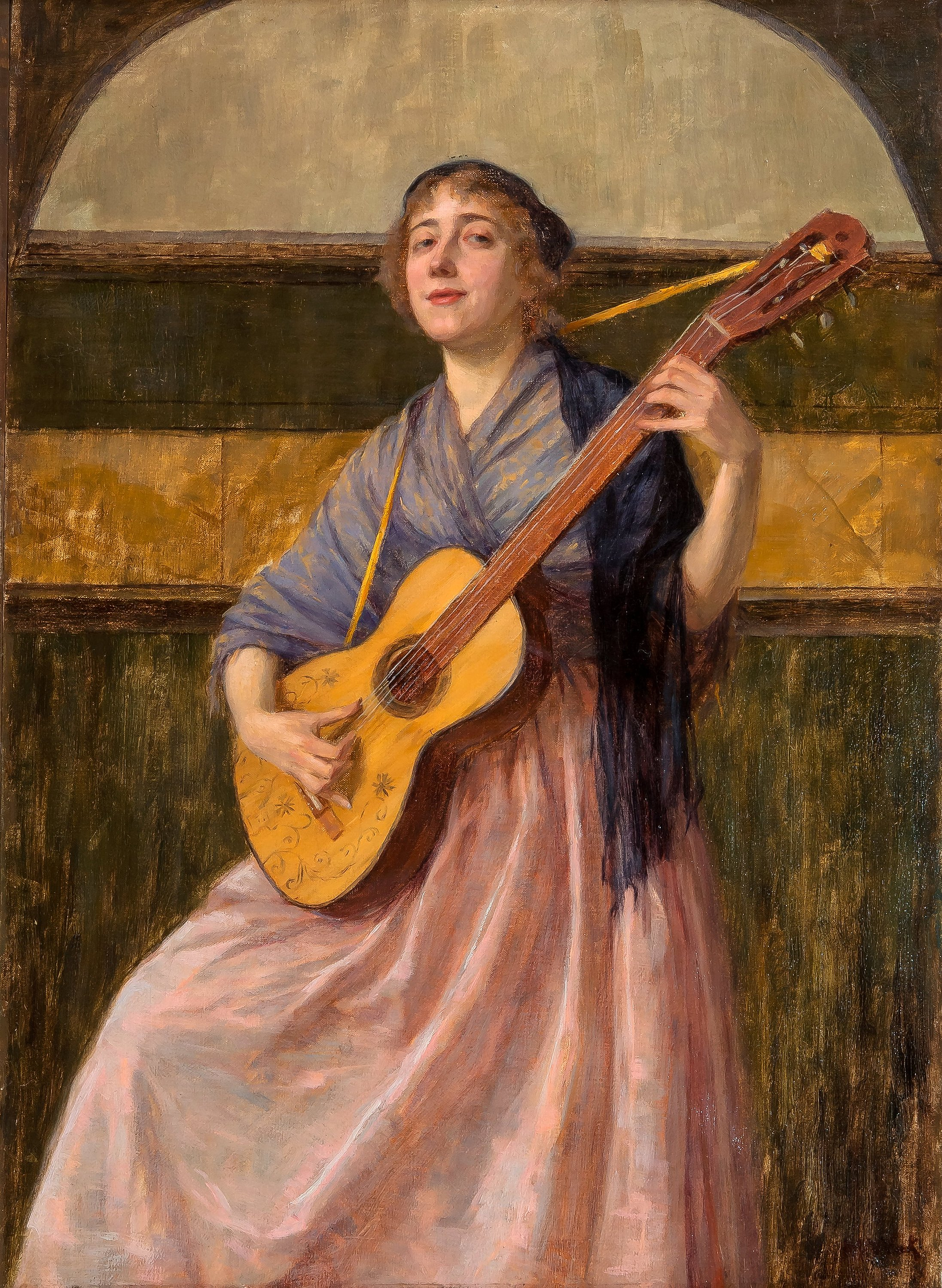
Maria Wiik, "Ballad" (1898)

Een ballad is een muziekterm, die in de pop of de jazz een rustig nummer met een melancholische tekst aangeeft.. De teksten gaan meestal over liefde. Een ballad moet niet verward worden met een 'ballade', een Franse versvorm uit de 14e en 15e eeuw of een volksballade, waarin een verhaal op muziek verteld wordt.Bekende popballads zijn "Ode to Billie Joe" en "Bridge over Troubled Water.

## Soorten
De term 'ballad' kan eigenlijk verschillende dingen aanduiden: 
een vorm van vertellende poëzie, vaak omgezet naar een lied. Men wendt daarbij de volgende termen aan:
- ballad – meter: standaard waarmee men de spanningslijnen in een ballad meet
- ballad – stanza: een vorm van stanza die vaak gevonden wordt in volkse ballads.

## Typen ballads
- sentimantal ballad: een langzame popmuziekballad met veel instrumentatie.
- border ballad: een ballad afkomstig uit de grensstreek tussen Engeland en Schotland, meestal alleen vocaal.
- cântec batrânesc: een uit Roemenië afkomstig episch gedicht.
- powerballad of rockballad: een ballad ondersteund door stevige gitaren en krachtige stemmen.